# ويليام بي تي هيل
ويليام بي تي هيل (بالإنجليزية: William P. T. Hill)‏ هو ضابط أمريكي، ولد في 22 فبراير 1895 في فينيتا في الولايات المتحدة، وتوفي في 6 ديسمبر 1965 في مركز والتر ريد الطبي العسكري الوطني ‏ في الولايات المتحدة.